# Liste der Botschafter der Vereinigten Staaten in Jugoslawien

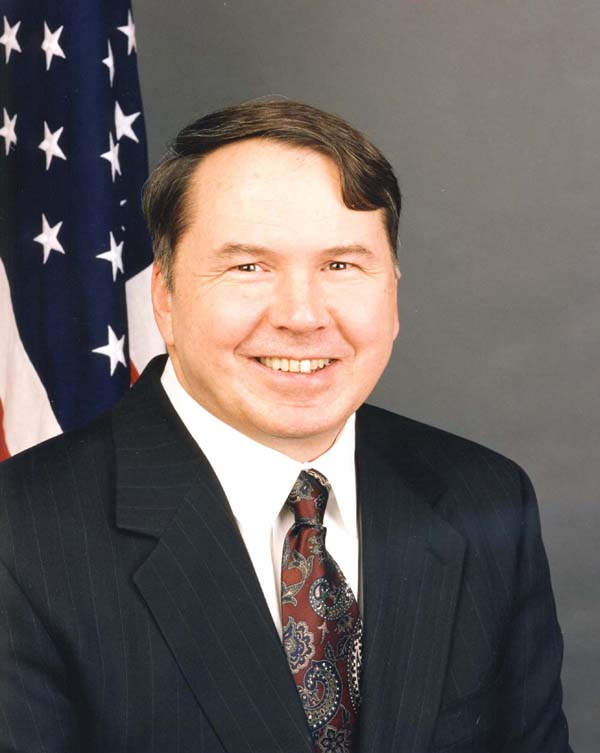
Letzter Botschafter in Jugoslawien, William Dale Montgomery

Der Botschafter der Vereinigten Staaten von Amerika in Jugoslawien war der Botschafter (bis 1942 Gesandter) der Vereinigten Staaten von Amerika in das Königreich Jugoslawien und in die Sozialistische Föderative Republik Jugoslawien. In Folge des Zusammenbruchs Jugoslawiens während der Jugoslawienkriege entsandten die Vereinigten Staaten nur Chargé d’Affaires an die von ihr nicht als Nachfolgerstaat anerkannte Bundesrepublik Jugoslawien. Erst 2002 wurde William Dale Montgomery als Botschafter entsandt. Nach der Namensänderung des Staates zu Serbien und Montenegro führte er seine Mission fort.

## Botschafter
| Amtszeit  | Name                         | Bemerkung |
| --------- | ---------------------------- | --- |
| 1919–1926 | Henry Percival Dodge         | |
| 1926–1932 | John Dyneley Prince          | |
| 1933–1937 | Charles Stetson Wilson       | |
| 1937–1941 | Arthur Bliss Lane            | Verließ Posten, nachdem Regierung vor deutscher Armee floh                                                                                              |
| 1941–1942 | Anthony Joseph Drexel Biddle | Gleichzeitig Botschafter der Exilregierungen der Tschechoslowakei, Belgiens, Griechenlands, Luxemburgs, der Niederlande, Norwegens und Polens in London |
| 1942–1943 | Anthony Joseph Drexel Biddle | Gleichzeitig Botschafter der Exilregierungen der Tschechoslowakei, Griechenlands, der Niederlande und Norwegens in London                               |
| 1943–1944 | Lincoln MacVeagh             | Gleichzeitig Botschafter in der Exilregierung Griechenlands in Kairo                                                                                    |
| 1944–1946 | Richard Cunningham Patterson | bis 31. März 1945 bei der Exilregierung in London stationiert, darauf in der jugoslawischen Hauptstadt Belgrad                                          |
| 1947–1949 | Cavendish W. Cannon          | |
| 1950–1953 | George V. Allen              | |
| 1953–1958 | James W. Riddleberger        | |
| 1958–1961 | Karl Rankin                  | |
| 1961–1963 | George Frost Kennan          | |
| 1964–1969 | Charles Burke Elbrick        | |
| 1969–1971 | William Leonhart             | |
| 1971–1975 | Malcolm Toon                 | |
| 1975–1976 | Laurence H. Silberman        | |
| 1977–1981 | Lawrence Eagleburger         | Später Außenminister |
| 1981–1985 | David Anderson               | |
| 1985–1989 | John Douglas Scanlan         | |
| 1989–1992 | Warren Zimmermann            | |
| 1992–1993 | Robert Rackmales             | Chargé d’Affaires ad interim |
| 1993–1996 | Rudolf Vilem Perina          | Chargé d’Affaires ad interim |
| 1996–1999 | Richard Monroe Miles         | Chargé d’Affaires ad interim, Schließung der Botschaft nach Einstieg der NATO in den Kosovokrieg                                                        |
| 2002–2004 | William Dale Montgomery      | ab 2003 Botschafter im Nachfolgerstaat Serbien und Montenegro                                                                                           |